# 鞆の浦
座標: 北緯34度22分51.173秒 東経133度22分46.878秒 / 北緯34.38088139度 東経133.37968833度

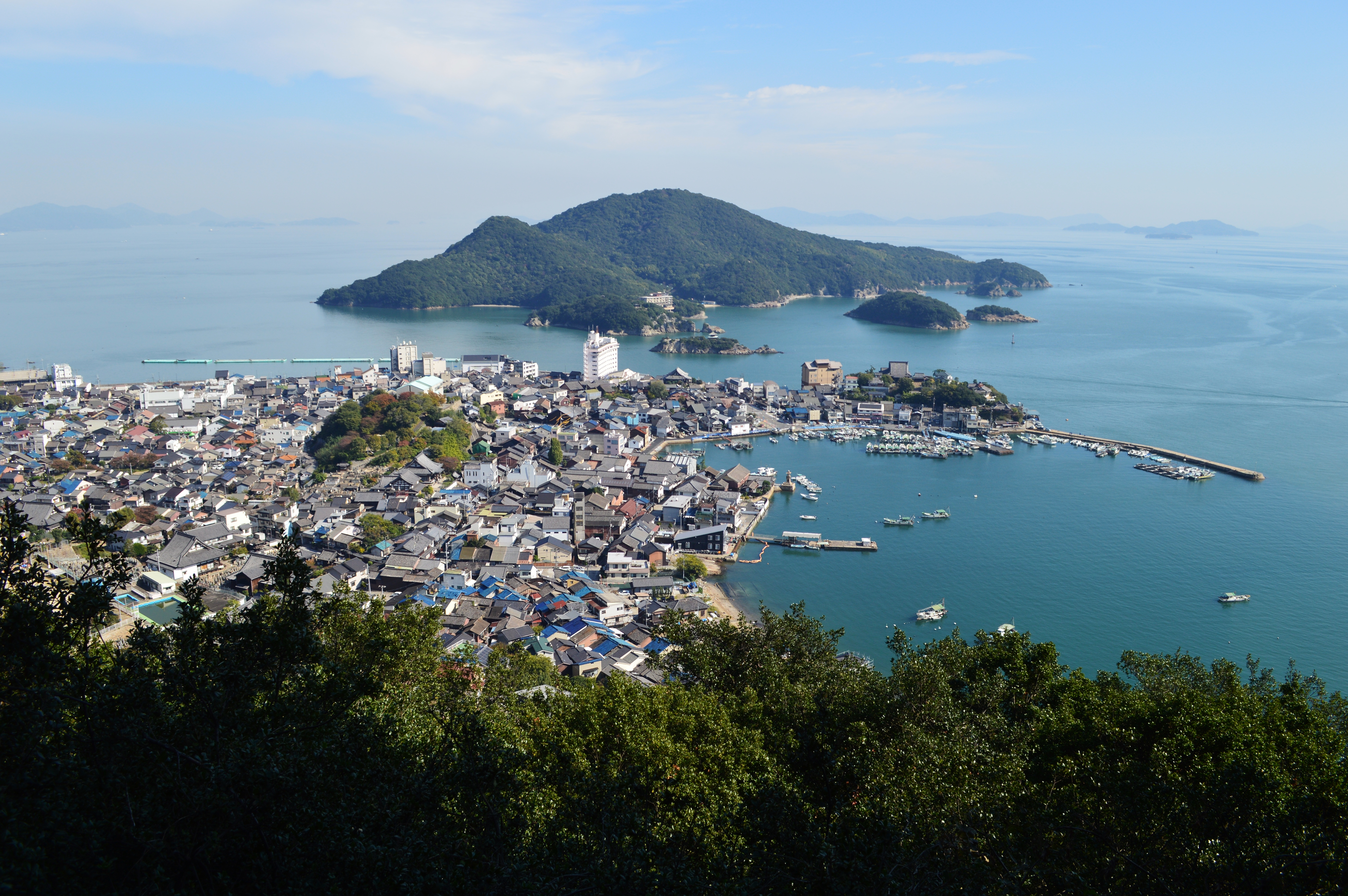
医王寺太子殿から望む鞆の浦

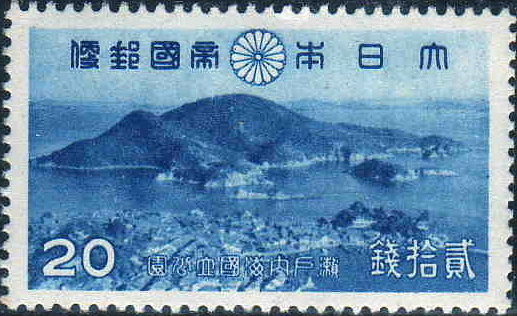
瀬戸内海国立公園の指定時に発行された記念郵便切手（1939年）

鞆の浦（とものうら）は、広島県福山市鞆地区の沼隈半島南端にある港湾およびその周辺海域（備後灘）である。

## 概要
現在は鞆港の港周辺の市街を含めた範囲も「鞆の浦」と呼ぶことも多いが、本来「鞆の浦」とは「鞆にある入り江」という意味であり鞆港を中心とした備後灘に属する海域のことである。
沿岸部と沖の島々一帯は「鞆公園」として、1925年に国の名勝および国立公園に指定されている。また、1934年3月16日に国立公園として初の、瀬戸内海国立公園に指定された。そのため、国立公園指定当時の記念切手や絵葉書には、鞆の風景が描かれているものがある。なお、鞆の浦に含まれる島には仙酔島、つつじ島、皇后島、弁天島、玉津島、津軽島がある。
瀬戸内海の海流は満潮時に豊後水道や紀伊水道から瀬戸内海に流れ込み瀬戸内海のほぼ中央に位置する鞆の浦沖でぶつかり、逆に干潮時には鞆の浦沖を境にして東西に分かれて流れ出してゆく。つまり鞆の浦を境にして潮の流れが逆転する。「地乗り」と呼ばれる陸地を目印とした沿岸航海が主流の時代に、沼隈半島沖の瀬戸内海を横断するには鞆の浦で潮流が変わるのを待たなければならなかった。このような地理的条件から大伴旅人などによる万葉集に詠まれるように、古代より「潮待ちの港」として知られていた。また、鞆は魏志倭人伝に書かれる「投馬国」の推定地の一つともなっている。
鞆の浦の港町である鞆には古い町並みが残り、1992年には都市景観100選に、2007年には美しい日本の歴史的風土100選にも選ばれた。また、1927年に日本二十五勝の海岸景勝地として、「鞆の浦・屋島・若狭高浜」が選ばれた。江戸時代の港湾施設である「常夜燈」、「雁木」、「波止場」、「焚場」、「船番所」が全て揃って残っているのは全国でも鞆港のみである。江戸時代中期と後期の町絵図に描かれた街路もほぼ全て現存し、当時の町絵図が現代の地図としても通用する。そのような町は港町に限らず、全国でも鞆の浦以外には例がない。
古くから映画やテレビドラマのロケが行われ、特に2008年公開された『崖の上のポニョ』で、宮崎駿監督が構想を練った地として有名になり、映像作品のロケが増えている。
2017年11月には「福山市鞆町伝統的建造物群保存地区」の名称で8.6ヘクタールの区域が重要伝統的建造物群保存地区として選定された。
2018年5月には日本遺産に認定された。
一帯は2018年（平成30年）11月14日にみなとオアシスの登録をしていて、福山市営渡船場を代表施設とするみなとオアシス潮待ちの港鞆の浦として観光・交流拠点ともなっている。

## 歴史

### 古代
「吾妹子（わぎもこ）が見し鞆の浦のむろの木は常世にあれど見し人ぞなき（大伴旅人）」や「鞆の浦の礒のむろの木見むごとに相見し妹は忘らえめやも （大伴旅人）」等、759年に編纂された万葉集には鞆の浦を詠んだ歌が八首残されている。それ以前の鞆の成り立ちがどのようなものであったかは、はっきりしないが、遺跡の分布状況などから、弥生時代にはすでにある程度の集落が成立していた可能性が高いと考えられている。
平安時代初期には鞆近郊に静観寺、医王寺が創建され、備後国南部における布教の拠点となった。京都の八坂神社の本社である沼名前神社は平安時代の法令「延喜式」にも記載されている。これらを含め江戸時代までに狭い町並みに由緒ある寺が19か寺・神社大小あわせ数十社も建ち並んでおり、その繁栄ぶりが窺える。

### 中世
一帯は渡辺氏の支配下にあった。
1336年（建武3年）には多々良浜の戦いに勝利した足利尊氏が京に上る途中この地で光厳上皇より新田義貞追討の院宣を賜る。南北朝時代には鞆の浦沖から鞆にかけての地域で北朝と南朝との合戦（鞆合戦）が幾度もあり、静観寺五重塔などの貴重な文化財が失われた。
戦国時代には毛利氏によって鞆中心部に「鞆要害」（現在の鞆城）が築かれるなど備後国の拠点の一つとなっていた。
1573年、室町幕府15代将軍足利義昭は織田信長により京を追放されたのち、毛利氏などの支援のもと渡辺氏の援助で1576年に鞆に拠点を移し、信長打倒の機会を窺った。伊勢氏や上野氏・大館氏など幕府を構成していた名家の子弟も義昭を頼り、鞆に下向していたとされる。このことから、「鞆幕府」と呼ばれることもある。また、前述のように足利尊氏が室町幕府成立のきっかけになる院宣を受け取った場所でもあるため、幕末の歴史家・頼山陽は“足利（室町幕府）は鞆で興り、鞆で滅びた”と喩えた。
尼子氏滅亡に際しては播磨国上月城より移送途中に誅殺された山中鹿之助の首級が鞆に届けられ足利義昭や毛利輝元により実検が行われた。この遺構として首塚が現在も残されている。

### 近世
江戸時代になると備後国を領有した福島正則によって鞆要害を中心に市街地を取り囲む大規模な城郭「鞆城」の築城が始まるが、これが徳川家康の逆鱗に触れ工事は中止された。その後、福島氏に代わり、徳川家康の従弟水野勝成が備後福山藩の領主となり、鞆城跡には奉行所（鞆奉行所）が設置された。このとき勝成の息子で2代藩主である水野勝俊は鞆に住んでいたため「鞆殿」と呼ばれた。また、朝鮮通信使の寄航地にも度々指定され、1711年（正徳元年）の第8回通信使では従事官の李邦彦が宿泊した福禅寺から見た鞆の浦の景色を「日東第一形勝」（朝鮮より東の世界で一番風光明媚な場所の意）と賞賛した（この文を額にしたものが福禅寺対潮楼内に掲げられている）。1814年（文化11年）頼山陽は滞在していた大坂屋の門楼を「対仙酔楼」と名付け、書を残した。「対仙酔楼記」では窓からの景色を「山紫水明処」と描写し、熟語の語源となったとされてい歴史と鞆ｰ福山市ホームページ。
しかし、航海技術が発達し「地乗り」から「沖乗り」が主流になったことにより鞆の浦で潮待ちをする必要性は薄れていったことなどから、備後地方の港湾拠点は尾道に大きく傾いていった。

### 近代
近代になると鞆の浦の拠点性はますます低下していき、1913年（大正3年）の鞆軽便鉄道開通により陸上交通の利便性は向上したものの、半島の先端という孤立した環境や開発可能な平野部が少ないことなどから近代化の波に取り残された。鞆軽便鉄道（鞆鉄道）の利用も太平洋戦争直後をピークに減少し1954年（昭和29年）には採算悪化などから廃止された。この鉄道跡が概ね県道22号線福山鞆線である。
その一方で景勝地としては、明治時代より天皇・皇后を始めとする皇族が好んで訪問してきた仙酔島や弁天島を含む東岸の景観が、沼隈半島の西部に隣接する磐台寺観音堂（阿伏兎観音）と並んで高い評価を受け、いち早く国立公園に指定された。
現在では鞆港への商船の出入りはほとんどなく、連絡船、観光船、港内にある造船所（本瓦造船）への修理船を除けば、ほぼ漁港として用いられるのみである。しかし、こうしたことが開発の波に呑まれることなく古寺が数多く点在する古い街並みをとどめる要因になった。

## 港

### 鞆港
鞆の浦で最大の港。鞆の津とも呼ばれる。円形港湾で近世の港湾施設がよく残されている。港湾法上は1961年に福山港へ編入され福山港の一地区として扱われる。江戸時代に大きく整備され、この時代の港湾施設である「常夜燈」、「雁木」、「波止場」、「焚場」、「船番所」の全てが全国で唯一残されている。県営桟橋から走島まで1日5往復の定期連絡船が発着している。

### 原港
鞆町の東側にある漁港。鞆の浦の港では最も小規模。方形の港で東側に防波堤が設置されている。

### 平港
鞆港の南に隣接する港。方形の港で防波堤は南側に設置され玉津島まで延ばされている。規模としては鞆港に次ぐ。港内に本瓦造船の本社工場がある。

## 島嶼

### 仙酔島
鞆の浦で最大の島であり鞆の浦のシンボル的な島である。仙人も酔ってしまうほど美しいことから、仙酔島と名付けられたといわれる。外周約5キロの無人島であるが、島内にはホテルや国民宿舎、キャンプ場、海水浴場などがあり、本土とは福山市営渡船で往来することができる。

### 大可島
鞆港の東側に隣接する島。慶長年間の鞆城築城により埋め立てられ陸続きとなっている。南北朝時代には大可島城が築かれ、合戦も行われた。頂部には円通寺が建てられている。江戸時代には船の出入りを見張る遠見番所が置かれた。また、大可島の麓には遊廓が栄え1678年に記された「色道大鑑」には国内を代表する25の遊郭のひとつにも挙げられていて遊郭建築の遺構も残っている。

### つつじ島（躑躅島）
仙酔島の東に位置する無人島。

### 皇后島
弁天島の先、大可島の東に位置する無人島。神功皇后が当地へ立ち寄った際に船をつないだことから、皇后島と名付けられたといわれる。山頂には鞆奉行荻濃重富の妻の墓が建てられている。

### 弁天島
鞆町と仙酔島の間にある無人島。島内に弁天堂が建てられていることから弁天島と呼ばれている。

### 玉津島
鞆港の南に位置する無人島。現在は鞆港を囲む防波堤で繋がれ本土と陸続きとなっている。鞆港の天然の堤防となっていた。かつては「ふく島」と呼ばれていたが領主となった福島正則により「玉津島」に改名されたといわれる。また、現在はネズミのような形状から「ねずみ島」と呼ばれることもある。
山頂には玉津島神社祀られている。

### 津軽島
玉津島のさらに南に位置する無人島。

### ギャラリー

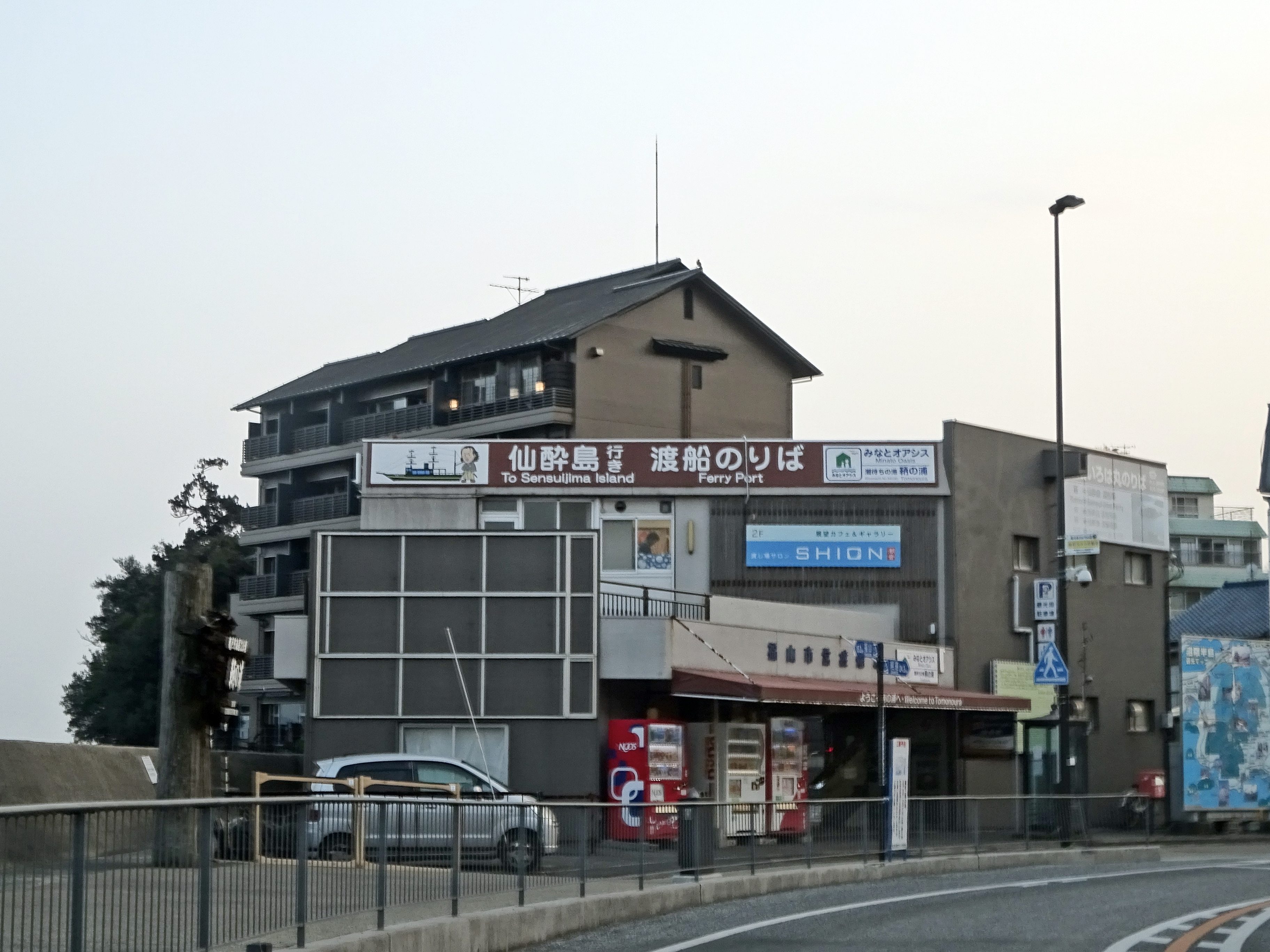
福山市営渡船乗場
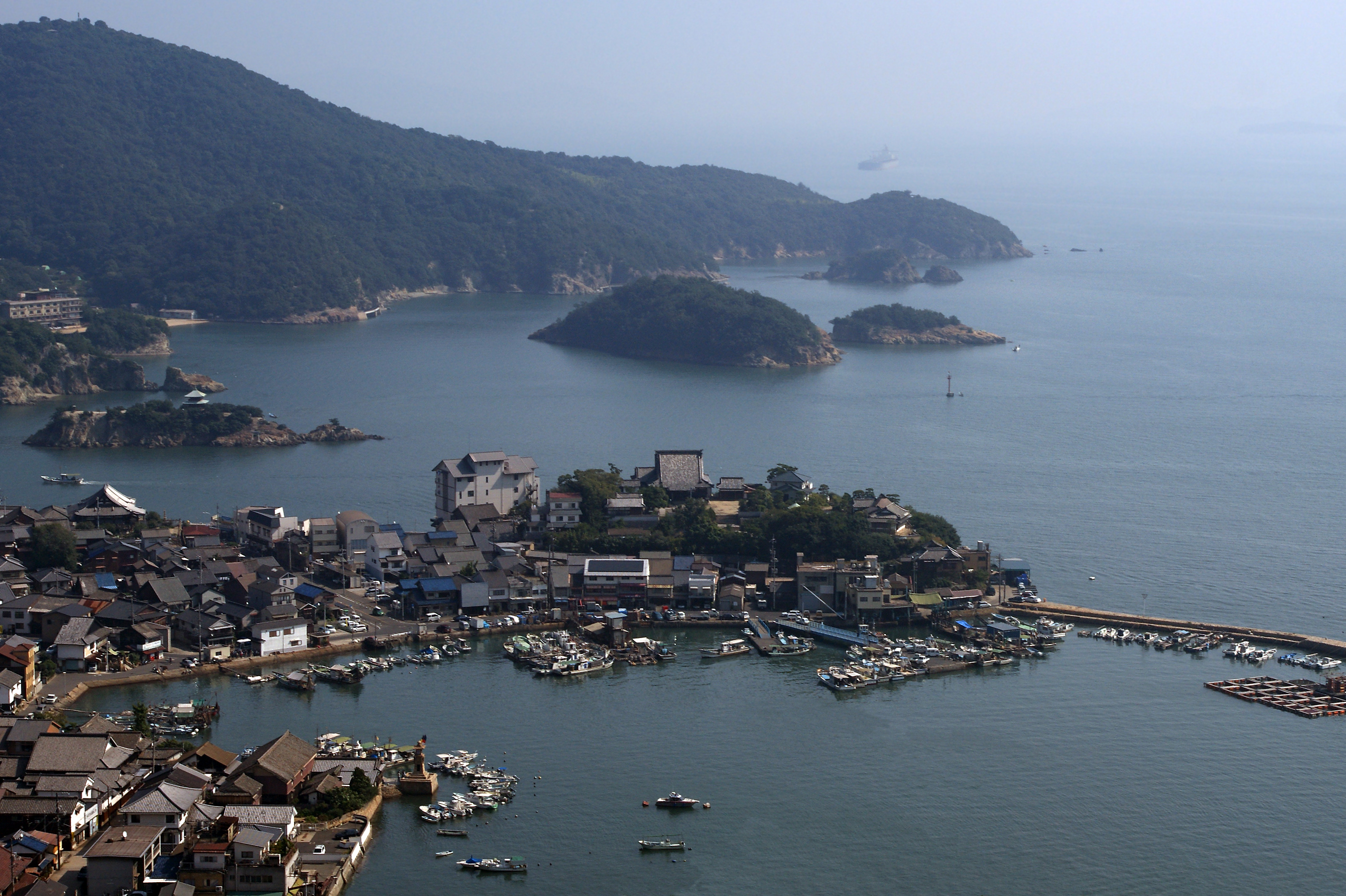
医王寺太子殿から望む大可島、仙酔島、弁天島、皇后島
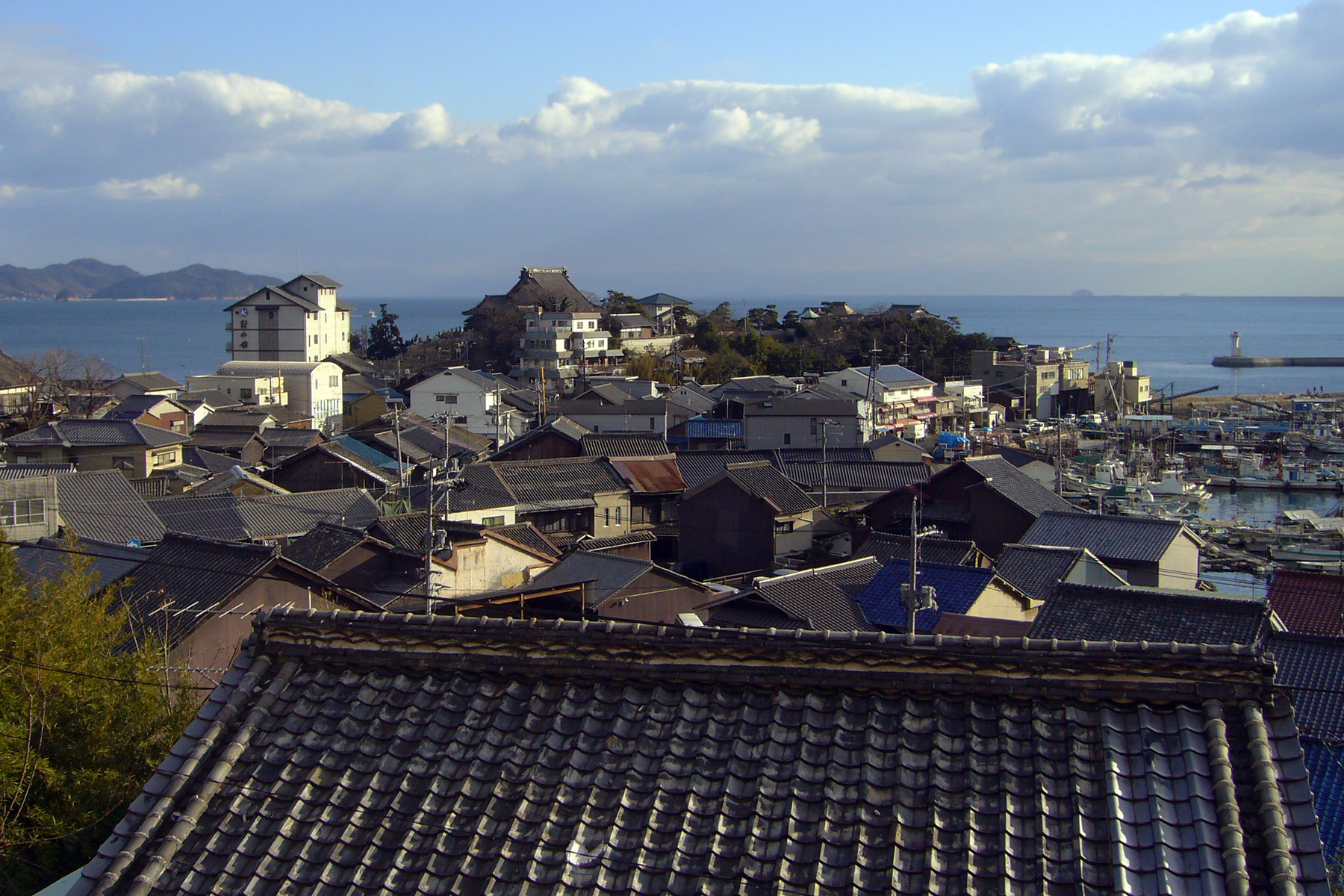
鞆城跡付近から望む大可島
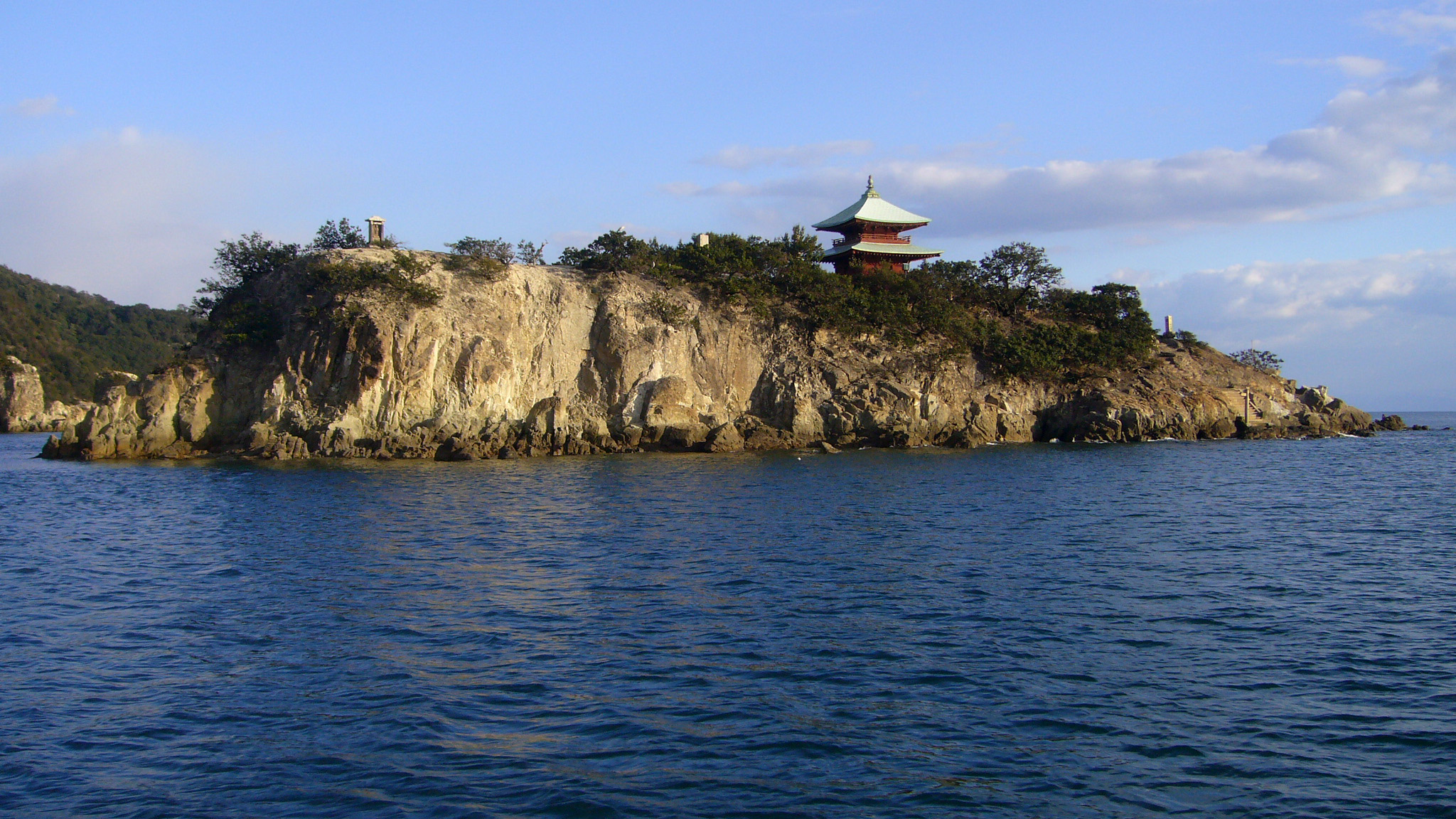
渡船場沖から望む弁天島
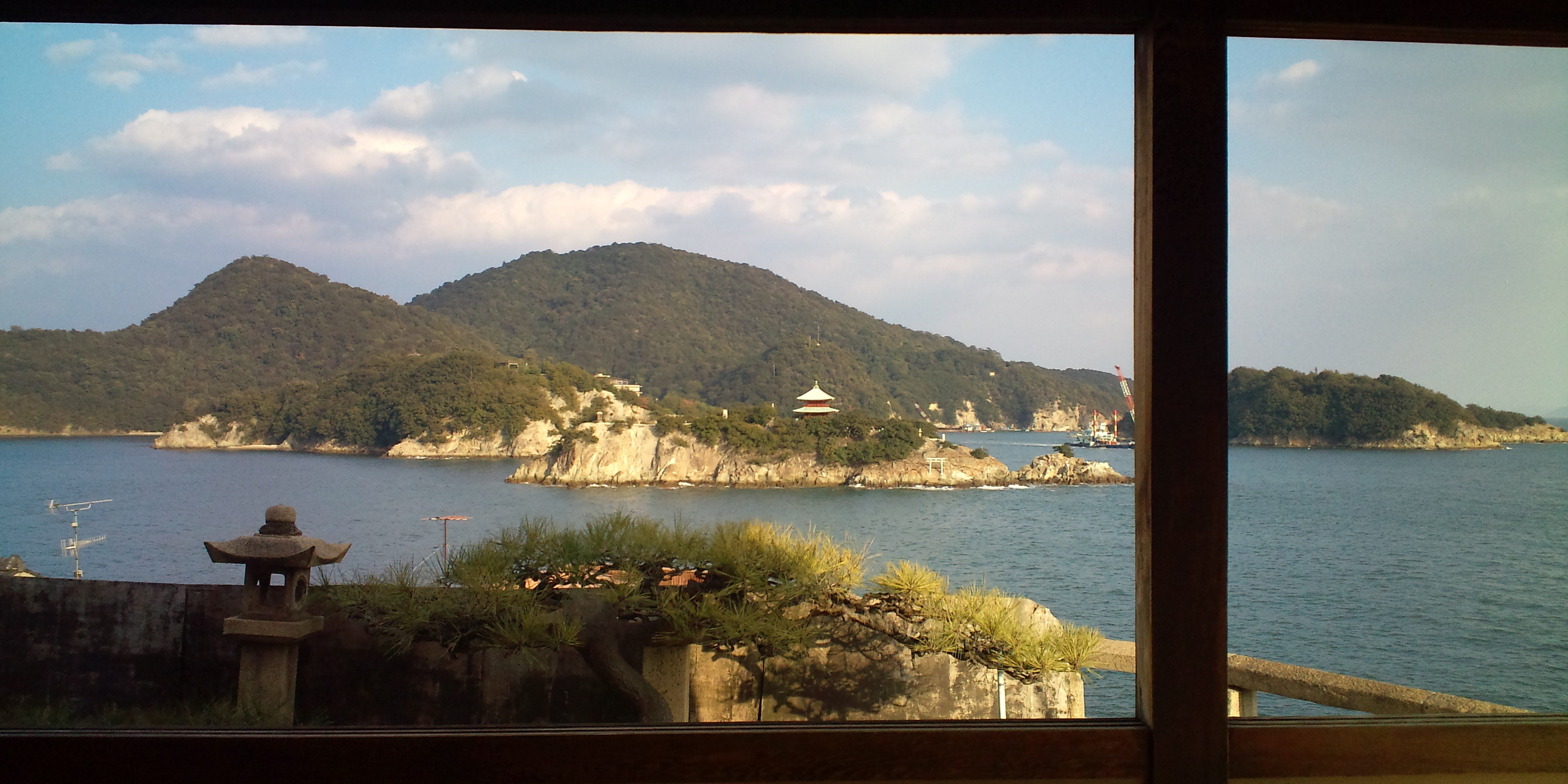
福禅寺対潮楼から望む仙酔島、弁天島、皇后島（日東第一形勝）
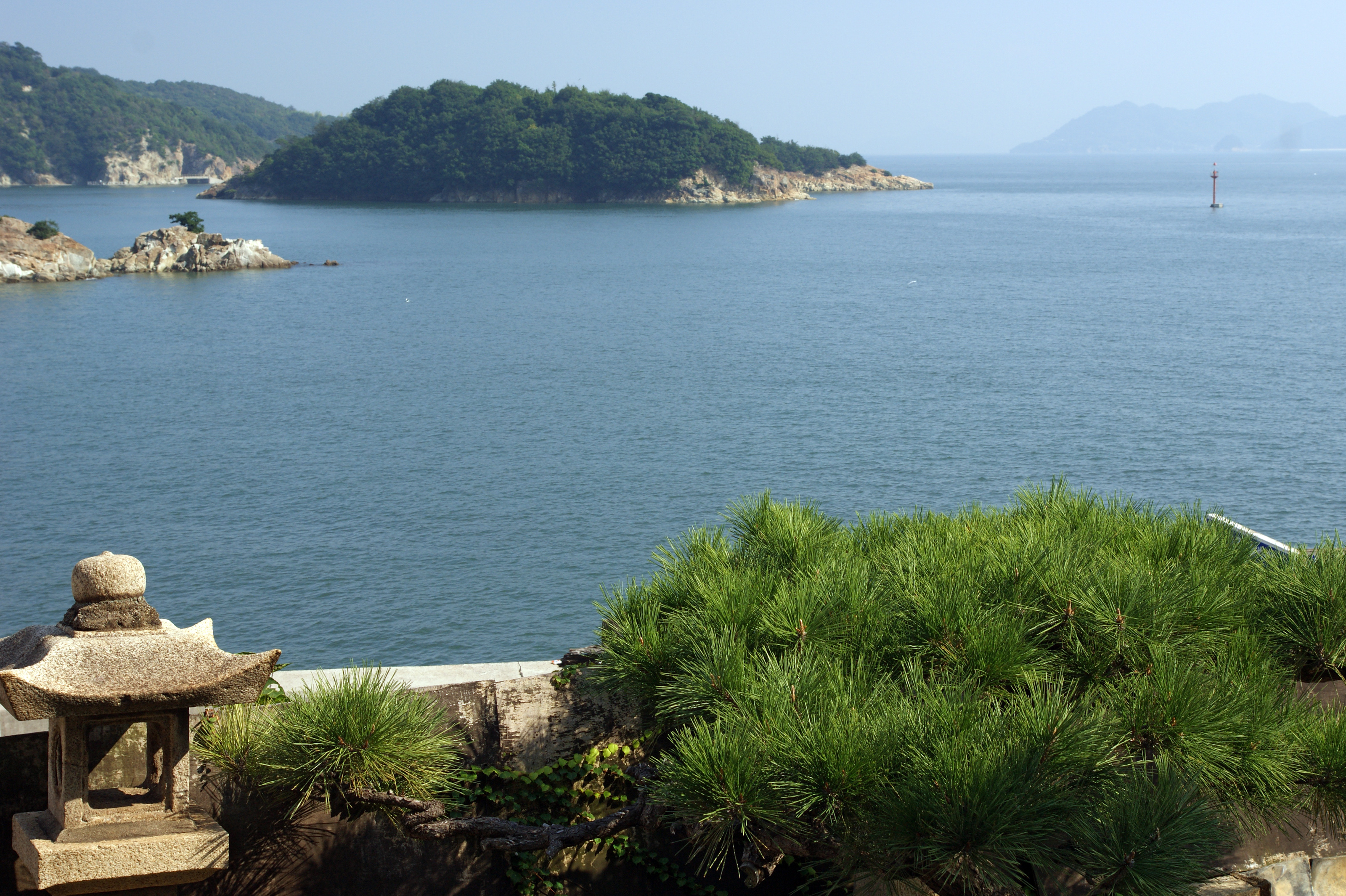
福禅寺対潮楼から望む皇后島
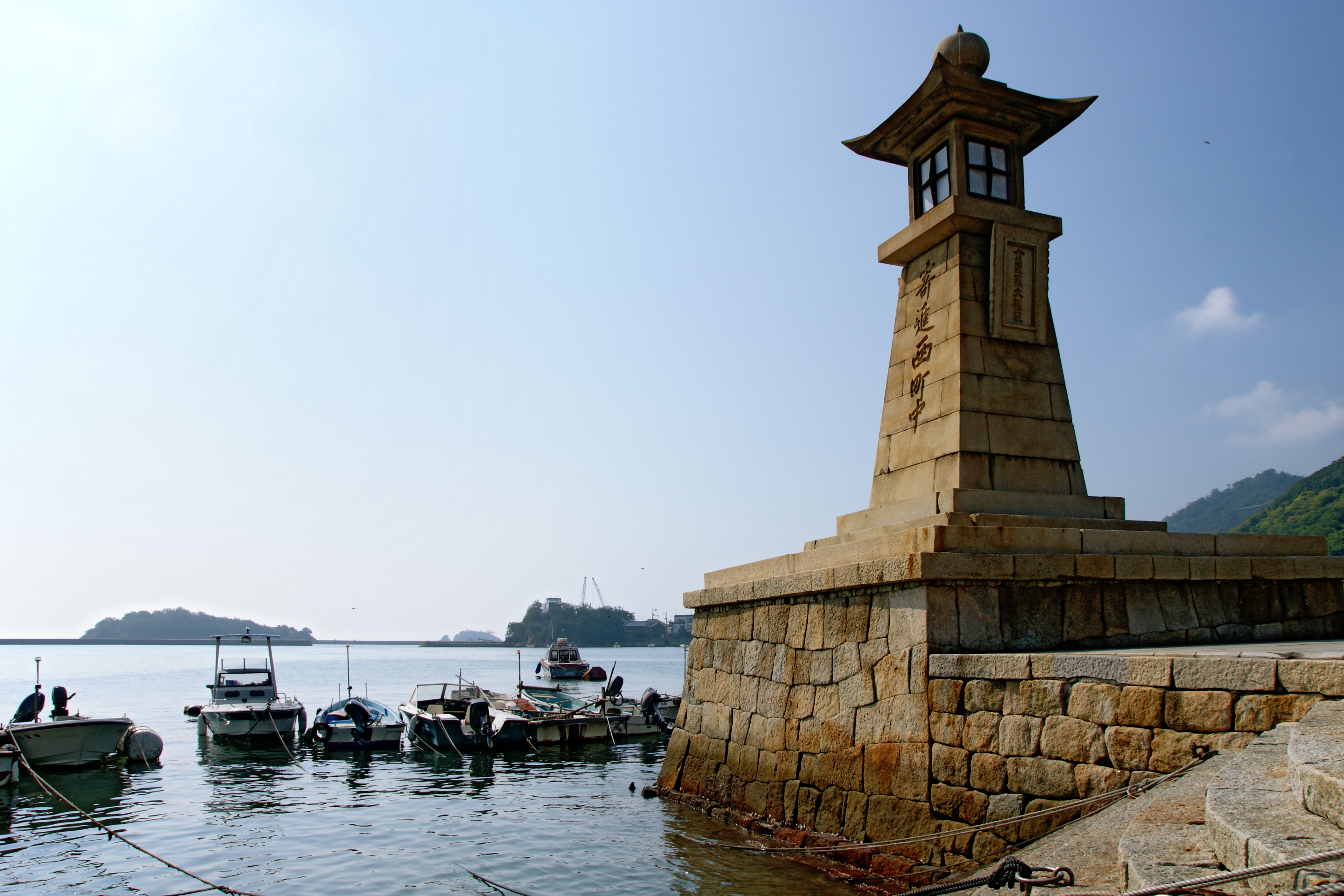
常夜燈と玉津島（左手）
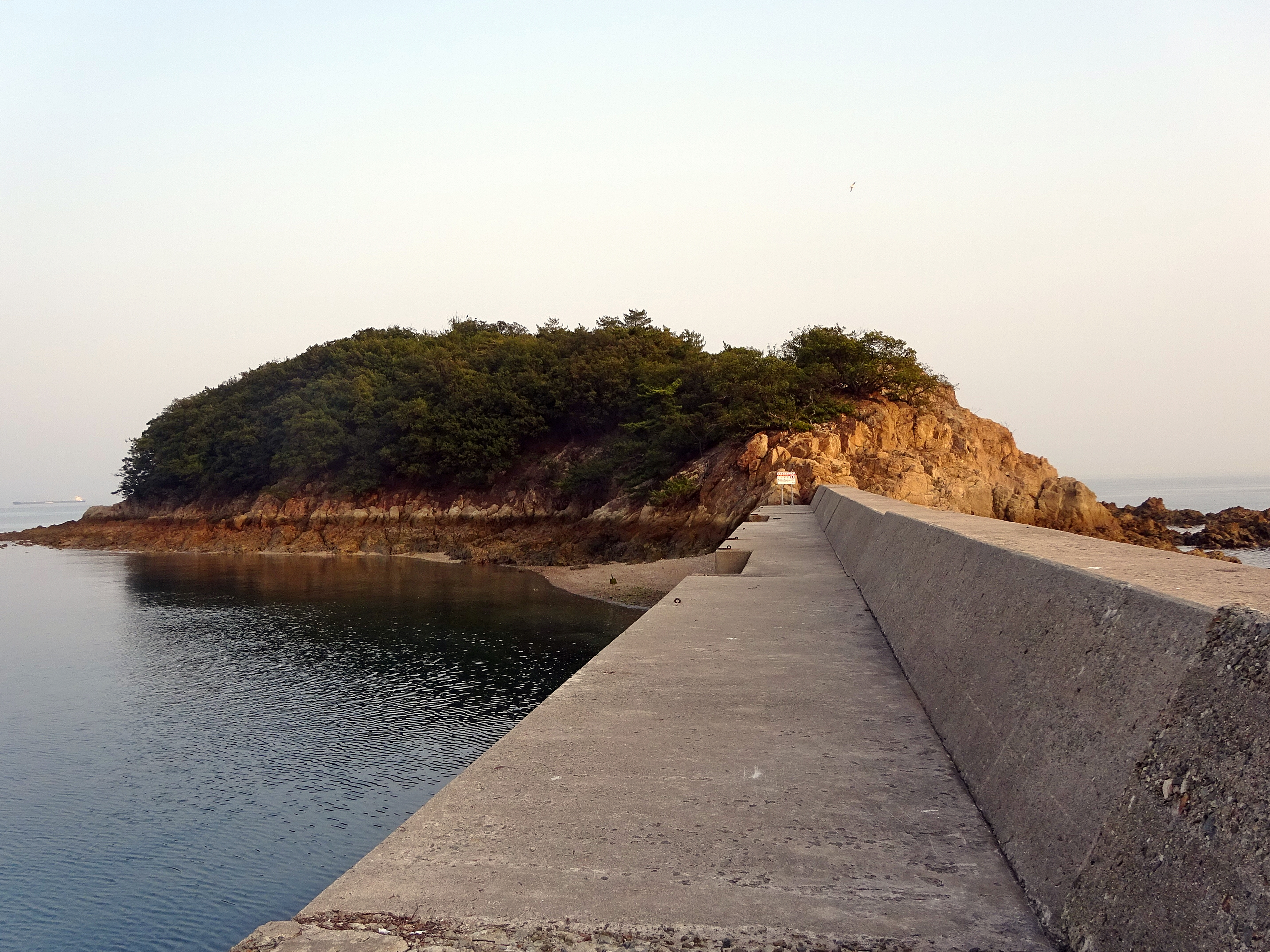
堤防で連繋される玉津島
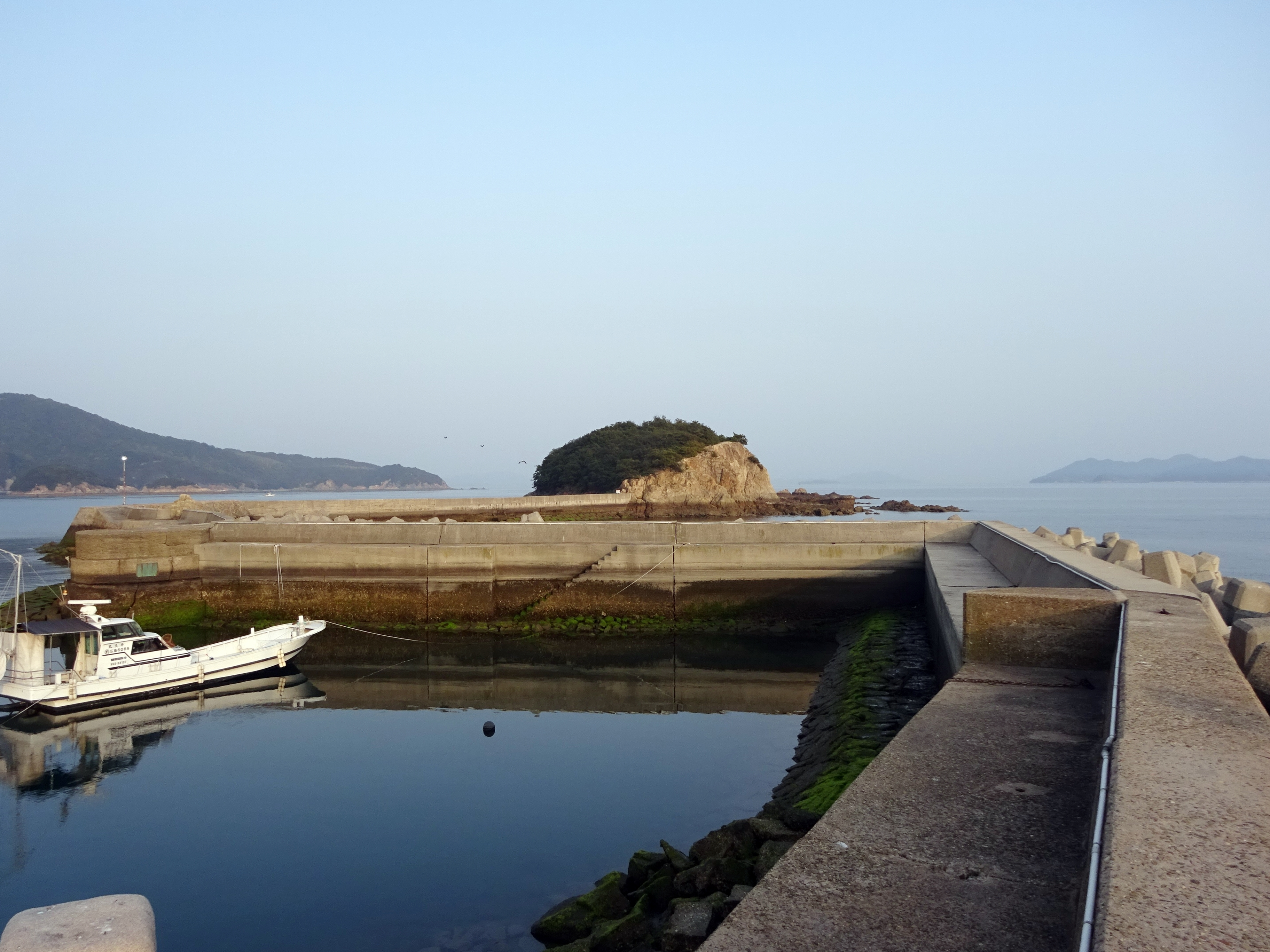
玉津島と連繋するL字形状の堤防
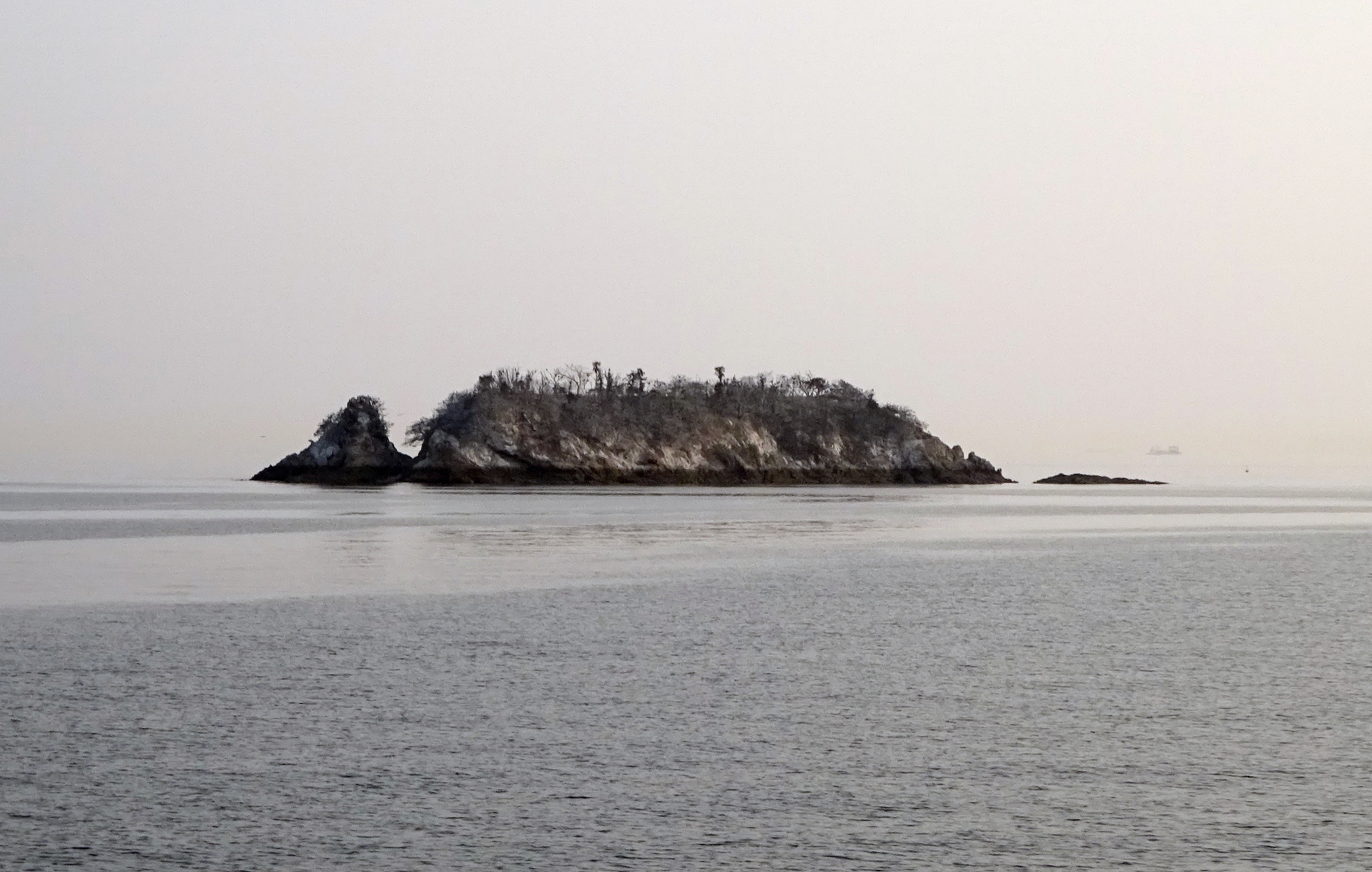
玉津島から見た津軽島

## 市街部
鞆町の市街部は古代から「鞆」と呼ばれる港町として栄え、「鞆の浦」の名称の由来ともなった街である。現在では逆に鞆が鞆の浦と呼ばれることも多くなっている。

## 鞆の浦埋立て架橋計画問題
架橋計画は頓挫したが、市街地の狭隘な道路と渋滞の問題は残された。広島県は、2020年までに山側にトンネルを建設する計画を取りまとめ、早ければ2023年度までに完成させる計画を地元に示した。2025年3月30日、「鞆未来トンネル」として開通した。トンネルの残土を利用して原地区に交通・交流拠点が設けられ、大型バスの駐車場や仙酔島への渡船発着場、にぎわいスペースなどが整備される見込み。

## 交通アクセス
- JR山陽新幹線および山陽本線・福塩線 福山駅南口からトモテツバス（5番のりば）51号線・52号線「鞆の浦」「鞆港」行きで約30分、「鞆の浦」下車。

バス（トモテツバス）
- 鞆線：福山駅南口 - 鞆車庫前 - 鞆の浦（ともてつバスセンター） - 鞆港
- 沼南線：松永駅南口 - 沼隈支所 - 荒神社前 - 鞆港 - 鞆の浦 - 鞆車庫前 1日2往復
- 鞆の浦グリスロバス：市営中島住宅前 - バスセンター - 鞆支所 - 平二会館 - 荒神社前 平日のみ1日3往復
- 福山市内定期観光バス：福山駅南口 - 福山自動車時計博物館 - 明王院 - 鞆の浦（ - 福山駅）
  - 2024年は4-7月と9-12月（12月22日まで）の土日祝に1日1便運行

航路
- 福山市営渡船（平成いろは丸）：鞆港（市営渡船） - 仙酔島
- 走島汽船：鞆港（県営桟橋） - 本浦（走島） 1日5往復
- 瀬戸内クルージング：鞆港（県営桟橋） - 尾道駅前桟橋（尾道） 2024年は3月9日-11月17日の土日祝に1日2往復運航

1954年（昭和29年）までは、鞆鉄道線が福山駅から発着していたが昭和29年に廃止。現在の“県道福山鞆線”がほぼその軌道跡である。

## 鞆の浦を舞台とした作品
- 万葉集（7世紀後半から8世紀後半）
吾妹子（わぎもこ）が　見し鞆の浦の　むろの木は　常世にあれど　見し人ぞなき　（大伴旅人）
鞆の浦の　礒のむろの木　見むごとに　相見し妹は　忘られめやも　（大伴旅人）など全八首。
- 春の海（1929年）
音楽家で箏曲者の宮城道雄は8歳で失明する前、父親の故郷である鞆の浦で祖父母に育てられた。宮城道雄が目に焼き付けた鞆の浦の海をイメージして作曲したのが箏曲『春の海』である。なお、宮城は随筆集『春の海』の一篇「鞆の津」の中で「私の家は、先祖から広島県の鞆であった。父と母が神戸へ出て来て間もなく私が生れたので、私は神戸生れとなっているが、自分としてはやはり先祖からの鞆を故郷のように思っている」と述べている。
- 源氏物語（1951年）
紫式部原作、長谷川一夫主演、新藤兼人脚本、吉村公三郎監督の大映映画[4]
- 今宵ひと夜を（1954年）
広津和郎（『入江の町』）原作、八千草薫主演、千葉泰樹監督の東宝映画[17]
- 花頭巾（1956年）
市川雷蔵主演、衣笠貞之助脚本、田坂勝彦監督の大映映画[4]
- 剣（1964年）
三島由紀夫原作、市川雷蔵主演、三隅研次監督の大映映画[4][18]。
- 遊侠列伝（1970年）
高倉健主演、小沢茂弘監督の東映映画[4]
- ザ・ガードマン（1971年）
大映テレビ室（現・大映テレビ）制作、宇津井健主演のテレビドラマ。第307話「教育ママの裏口入学作戦」で、鞆シーサイドホテルと仙酔島のニュー錦水国際ホテル（現・人生感が変わる宿「ここから」）を中心にロケが行われた。
- 俺たちの勲章（1975年）
日本テレビ系の松田優作と中村雅俊主演の刑事ドラマ。第17話「子守唄」で、鞆の古い町並みや仙酔島他、阿伏兎観音など、ほぼ全編鞆の浦と近辺でロケが行われた。2015年のテレビドラマ・流星ワゴンで、西島秀俊・香川照之の実家という設定だった場所でも撮影が行われ画面に少し映る（松田優作が鞆の浦に来たヤクザと格闘し雁木からヤクザを海へ投げるシーン）。常夜燈は一度も映らない。タイトルの「子守唄」は、平家が源氏に追われ鞆の浦に置き去りにした上臈（最も身分の高い女官）たちが女郎になったとされる女郎の発祥とも言われる鞆の浦の伝説がモチーフ。
- 鞆の津茶会記（1986年）
茶会を記録する形をとって豊臣秀吉の台頭から朝鮮出兵、秀吉の死までの世相を描いたフィクション。井伏鱒二晩年の著作。福武書店刊。
- 鞆の浦殺人事件（1988年）
内田康夫作の推理小説。光文社刊。
- 陽炎3（1997年）
高島礼子主演、吉田啓一郎監督の松竹映画[4]
- スパイ・ゾルゲ（2003年）
イアン・グレン主演、篠田正浩監督[4]
- 写真展・「尾道への旅」（2006年）
表参道ヒルズ、ドイツの映画監督・ヴィム・ヴェンダースの紀行写真展
- 男たちの大和/YAMATO（2005年）
辺見じゅん原作、反町隆史主演、佐藤純彌監督の東映映画[4]
- ライフカードTV-CM（2006年）
「カードの切り方が人生だ～ マドンナ」篇。オダギリジョー、桜井幸子、バナナマン出演。鞆の浦と尾道でオールロケ。主人公・オダギリが故郷に戻り10年ぶりの同窓会で学生時代のマドンナ・さっちゃんに会う。一次会後の店の前でオダギリがさっちゃんに呼び止められ、この後どうするか、3枚のカードを差し出され選択に迷う。学生時代の回想シーンは全て尾道だが、同窓会会場の居酒屋全景は、鞆の浦の常夜燈手前のいろは丸展示館を改装したもの。カードを差し出される場面は、いろは丸展示館前で撮影されている[19]。
- 火垂るの墓―ほたるのはか―（2005年）
野坂昭如原作、松嶋菜々子主演、佐藤東弥演出のテレビドラマ[7]
- 白椿（2007年）
夢野久作原作、畑野ひろ子主演、監督・秋原正俊のデジタル映画[7]。鞆を舞台にし、家族の分散を描いた映画。
- 崖の上のポニョ（2008年）
宮崎駿が、2004年11月に社員旅行で訪れた鞆の浦を気に入り、2005年春、一軒家を借り切って2か月間滞在し、さらに2006年夏、自炊生活をしながら散策する毎日をおくり、『崖の上のポニョ』として映画化[20][21]。
- 少女たちの羅針盤（2011年）
成海璃子主演、長崎俊一監督[4]
- ウルヴァリン:SAMURAI（2013年）
『X-メン』シリーズ6作目（ウルヴァリンスピンオフ第2作）、ヒュー・ジャックマン主演、ジェームズ・マンゴールド監督[4][5][18][21][22]。長崎市に見立てて撮影が行われた。福山での撮影は2012年9月4日～9月11日[4][7]。
- 潔く柔く（2013年）
いくえみ綾原作、長澤まさみ・岡田将生主演の東宝映画[4][7][18][21]。冒頭で長澤まさみと高良健吾がバス通学するシーン他[4]。長澤が浴衣を着て花火大会に向かうシーンと[23]後半、長澤と岡田将生がそれぞれの過去を清算するシーンで岡田が腰掛ける雁木は、流星ワゴンで西島秀俊・香川照之の実家という設定だった場所の前で、俺たちの勲章第17話で松田優作がヤクザを海へ投げるシーンと同じ場所。
- 鞆の浦慕情（2014年）
岩佐美咲 (当時AKB48) のシングル曲[7]。秋元康作詞。オリコンシングルCDランキング初登場1位を記録（デイリー、ウィークリーともに初登場1位）。
- タクシードライバーの推理日誌「第35話：分かれ道の乗客 瀬戸内尾道〜“道の駅”連続殺人事件〜」（2014年10月11日放映）
渡瀬恒彦主演のテレビ朝日のテレビドラマ「土曜ワイド劇場」枠[7]
- 流星ワゴン（2015年）
重松清原作、西島秀俊と香川照之のW主演のテレビドラマ。鞆の浦が永田一雄、忠雄の故郷という設定がなされている[4][6][21][7]
- 探偵ミタライの事件簿 星籠の海（2016年）
島田荘司原作、玉木宏主演、和泉聖治監督[4][21]
- 銀魂（2017年）
空知英秋原作、小栗旬主演、福田雄一監督[4][7]
- こいのわ 婚活クルージング（2017年）
風間杜夫主演、金子修介監督[7]

- ロケ実績｜ふくやまフィルムコミッション - 福山観光協会

## 周辺
- 磐台寺観音堂（阿伏兎観音）

## 参照
1. ↑  雲仙および霧島国立公園と同時指定。
2. 1 2 3  山田泰蔵 (2024–05–12). “わたしのふるさと便 イチオシマップ 広島県 福山市「鞆の浦」 人魅了する歴史と波音”. 毎日新聞 (毎日新聞社).  オリジナルの2024年5月23日時点におけるアーカイブ。 2024年6月25日閲覧。
3. ↑  広島大学大学院文学研究科教授三浦正幸氏「日本の宝 鞆の浦を歩く」
4. 1 2 3 4 5 6 7 8 9 10 11 12 13 14 15 16  “日本遺産「鞆の浦」#3 映画やドラマの風景を探すロケ地巡り／広島県福山市【PR】 映画やドラマの風景を探す！鞆の浦のロケ地巡りコース”. 瀬戸内ファインダー.  せとうち観光推進機構 (2020年2月20日). 2020年9月23日時点のオリジナルよりアーカイブ。2022年9月5日閲覧。
5. 1 2  映画『ウルヴァリン：SAMURAI』オフィシャルサイト - Fox、映画『ウルヴァリン：SAMURAI』を鞆の浦（広島）ロケ地マップでひと先にチェック！、福山がハリウッド映画のロケ地に！、ハッケンふくやま|広テレ！Web 9月14日 第124回 鞆の浦ロケ地マップ、ヒュー・ジャックマン、観光大使に就任！“ばらのまち”広島県福山市からの贈り物に大喜び
6. 1 2  “西島秀俊主演!直木賞作家・重松清ベストセラー小説「流星ワゴン」ドラマ化!!”. 福山観光情報〜ノスタルジック&モダンな街フクヤマ〜.   福山観光コンベンション協会. 2015年1月15日閲覧。、永田家の故郷・鞆の浦｜TBSテレビ：日曜劇場「流星ワゴン」、2014.12.22 観測日誌｜TBSテレビ：日曜劇場「流星ワゴン」
7. 1 2 3 4 5 6 7 8 9 10  “ロケ実績”. ふくやまフィルムコミッション.   福山観光協会. 2017年3月5日時点のオリジナルよりアーカイブ。2022年9月5日閲覧。
8. ↑  “鞆の浦（とものうら）”. えっと福山 「福」が見つかる街 福山ふくやま観光・魅力サイト.  福山市 (2021年4月2日). 2014年10月28日時点のオリジナルよりアーカイブ。2022年9月5日閲覧。有名映画やドラマのロケ地へ～広島県鞆の浦で「風景」探し “日産AURA×男の隠れ家「今、上質なときを求めて」 episode2 調和に満ちた空間から瀬戸内を穏やかに望む 汀邸 遠音近音（みぎわてい をちこち）”. 読売新聞社.  オリジナルの2022年5月5日時点におけるアーカイブ。 2022年9月5日閲覧。
9. ↑  平成29年11月28日文部科学省告示第179号
10. ↑  福山商工会議所「鞆幕府　戦国史をななめに斬る」1983年、川西利衛
11. ↑  『県道鞆松永線 鞆未来トンネル開通記念式典等の開催について』（PDF）（プレスリリース）広島県道路整備課、2025年2月20日。2025年3月30日閲覧。
12. ↑  「接続道年度内にも着工 交流拠点も具体化」『中国新聞』2020年（令和2年）11月20日、22面
13. ↑  路線バス 広島県福山市・トモテツグループオフィシャルサイト
14. ↑  観光戦略課 福山市ホームページ
15. ↑  走島汽船有限会社 広島県福山市・トモテツグループオフィシャルサイト
16. ↑  株式会社 瀬戸内クルージング
17. ↑  今宵ひと夜を東宝
18. 1 2 3  中国新聞 2013年4月5日 23面
19. ↑  
カードの切り方が人生だ ∼ マドンナ - クレジットカードはライフ 、ライフカード 「マドンナ編」 - 広島ニュース 食べタインジャー
20. ↑  読売新聞 2009年9月21日 24面（新聞記事と内容は同じ）
21. 1 2 3 4 5  “鞆の浦の観光スポット ロケ地”. 鞆物語.   一般社団法人ニッポニア・ニッポン. 2021年9月28日時点のオリジナルよりアーカイブ。2022年9月5日閲覧。
22. ↑  Jackman, Hugh (2012年9月11日). “Thanks to all the fans in ...”. Twitter 2012年10月17日閲覧。
23. ↑  有名映画やドラマのロケ地へ～広島県鞆の浦で「風景」探し